# جيف برادي
جيف برادي (بالإنجليزية: Jeff Brady) هو لاعب كرة قدم أمريكية أمريكي، ولد في 9 نوفمبر 1968 في سينسيناتي في الولايات المتحدة.